# Albershausen
Albershausen – miejscowość i gmina w Niemczech, w kraju związkowym Badenia-Wirtembergia, w rejencji Stuttgart, w regionie Stuttgart, w powiecie Göppingen, wchodzi w skład wspólnoty administracyjnej Uhingen. Leży  ok. 6 km na zachód od Göppingen, przy drogach krajowych B10 i B297.